# Zostérops de Fernando Po
Zosterops brunneus
Espèce
Synonymes
- Speirops brunneus

Statut de conservation UICN

 VU D2 : Vulnérable
Le Zostérops de Fernando Po (Zosterops brunneus anciennement Speirops brunneus) est une espèce d'oiseaux de la famille des Zostéropidés. Il est endémique de du Pico Basilé, point culminant de l'île de Bioko (dont il est l'unique espèce endémique), située au large du Cameroun.

## Dénomination
Le nom Zostérops est issu du grec ζωστήρ (zoster) signifiant « ceinture » et ὤψ (ops) signifiant « œil », en référence au cercle blanc  qui entoure habituellement les yeux des zostérops. Le qualificatif « de Fernando Po » se réfère à l'île de Bioko, anciennement nommée après Fernando Pó, le premier explorateur européen à l'avoir exploré, tandis que l'épithète brunneus se réfère simplement à sa couleur brune.

## Description
Le Zostérops de Fernando Po mesure entre 13 et 13,5 cm, pour un poids compris entre 14 et 18,5 g. Il est de couleur plutôt sombre, avec des dessus plutôt bruns, un tête brun sombre tirant vers le noir à l'avant et des ailes et une queue brun-noirâtre. Sa gorge est plutôt gris clair, tandis que son œil de couleur sombre est dépourvu du cercle oculaire caractéristique des zostérops. Son bec est plutôt sombre, et ses pattes sont brunes. La femelle est identique au mâle.

## Répartition et habitat
Il est endémique du Pico Basilé, située sur l'île de Bioko (Guinée équatoriale), dans le golfe de Guinée ; on le trouve à partir de 1 900 m d'altitude et pratiquement jusqu'au sommet, occupant principalement les zones ouvertes (bruyères, savanes) et les clairières des forêts de lichen.

## Écologie et comportement
Le Zostérops de Fernando Po se nourrit principalement d'insectes (notamment des chenilles), ainsi que de baies et de graines. On le trouve souvent en petits groupes d'une poignée d'individus, bien qu'il puisse éventuellement rejoindre des volées mixtes d'alimentation, par exemple avec la Prinia verte ou le Linurge loriot.
Ses mœurs reproductives ne sont pas connues, à l'exception du fait que la reproduction aurait lieu entre octobre et décembre.

## Systématique
Le Zostérops de Fernando Po a été décrit pour la première fois par Tommaso Salvadori en 1903, sous le protonyme Speirops brunnea, à partir d'un spécimen collecté par Edward Newton en 1894.
Il est longtemps resté classé dans le genre Speirops, jusqu'à ce qu'une étude phylogénétique parue en 2011 remette en cause l'existence de ce genre ; elle montre en particulier que le Zostérops du Fernando Po est en réalité proche du Zostérops forestier, avec une séparation il y a près de 632 000 ans.
Il est actuellement considéré comme une espèce monotypique dans la classification de référence du Congrès ornithologique international (14 avril 2024).

## Le Zostérops de Ferando Po et l'humain

### Conservation
Le Zostérops de Fernando Po est considéré comme « vulnérable » par l'UICN (14 avril 2024), en raison de sa très petite aire de répartition, malgré une population plutôt stable et relativement grande.